# William Orville Ayres
William Orville Ayres (ur. 11 września 1817 w Connecticut, zm. 30 kwietnia 1887) – amerykański lekarz i ichtiolog. Ukończył Yale University School of Medicine. Jego przyjaciel John James Audubon nazwał na jego cześć gatunek dzięcioła, Picus ayresii.